# Liste de jeux Banpresto
 (janvier 2023).
Si vous disposez d'ouvrages ou d'articles de référence ou si vous connaissez des sites web de qualité traitant du thème abordé ici, merci de compléter l'article en donnant les références utiles à sa vérifiabilité et en les liant à la section « Notes et références ».
La liste de jeux Banpresto répertorie les jeux vidéo développés et édités par Banpresto classés par support.

## MSX
- SD Gundam: Capsule Senki 2 (1990)

## NES
- SD Battle Oozumou (04/20/90)
- SD Sangoku Bushou Retsuden - Rekka no Gotoku Tenka o Nusure! (09/08/90)
- Hissatsu Shigoto Nin (12/15/90)
- My Life My Love: Boku no Yume: Watashi no Negai (08/03/91)
- Super Robot Taisen II (12/19/91)
- Shuffle Fight (10/09/92)
- Great Battle Cyber (12/25/92)
- Battle Baseball (02/19/93)

## Game Boy
- SD Lupin Sansei: Kinko Yaburi Daisakusen (04/13/90)
- Ranma 1/2: Kakuren Bodesu Match (07/28/90)
- Kininkou Maroku Oni (12/08/90)
- Super Robot Taisen (04/20/91)
- Peke to Poko no Daruman Busters (08/03/91)
- Oni II: Innin Densetsu (02/28/92)
- Ranma 1/2: Netsuretsu Kakutouhen (07/17/92)
- Versus Hero (08/07/92)
- Battle Dodge Ball (10/16/92)
- Oni III: Kuro no Hakaigami (02/26/93)
- The Tekkyu Fight!: Great Battle Gaiden (07/30/93)
- Ranma 1/2: Kakugeki Mondou!! (08/06/93)
- Oni IV: Kishin no Ketsuzoku (03/11/94)
- Kenyuu Densetsu Yaiba (03/25/94)
- Puyo Puyo (07/31/94)
- Battle Crusher (01/27/95)
- Oni V: Innin no Tsugumono (03/24/95)
- Aoki Densetsu Shoot! (04/07/95)
- Dai-2-Ji Super Robot Taisen G (06/30/95)
- Super Pachinko Taisen (06/30/95)
- Go Go Ackman (08/25/95)
- Chou Majin Eiyuuden: Wataru Mazekko Monster (12/12/97)
- Chou Majin Eiyuuden: Wataru Mazekko Monster 2 (08/07/98)
- Itsudemo! Nyan to Wonderful (06/26/98)

## Super Nintendo
- SD The Great Battle (12/29/90)
- Battle Dodge Ball (07/20/91)
- Battle Commander (12/29/91)
- The Great Battle II: Last Fighter Twin (03/27/92)
- CB Chara Wars (08/28/92)
- Hero Senki: Project Olympus (11/20/92)
- Battle Soccer: Field no Hasha (12/11/92)
- The Great Battle III (03/26/93)
- Dai-3-Ji Super Robot Taisen (07/23/93)
- Battle Dodge Ball II (07/23/93)
- Super Puyo Puyo (12/10/93)
- The Great Battle Gaiden 2 (01/28/94)
- Gaia Saver (01/28/94)
- Tetsuwan Atom (02/18/94)
- Kenyuu Densetsu Yaiba (03/25/94)
- Super Robot Taisen EX (03/25/94)
- Slayers (06/24/94)
- Kishin Korinden Oni (08/05/94)
- Ghost Chaser Densei (09/23/94)
- Battle Soccer 2 (11/25/94)
- The Great Battle IV (12/17/94)
- Go Go Ackman (12/23/94)
- Farland Story (02/24/95)
- Battle Pinball (02/24/95)
- Super Robot Taisen IV (03/17/95)
- Battle Racers (03/17/95)
- Super Pachinko Taisen (04/28/95)
- Super Nazo Puyo: Ruruu no Ruu (05/26/95)
- Granhistoria (06/30/95)
- Go Go Ackman 2 (07/21/95)
- Gakkou Deatta Kowai Hanashi (08/05/95)
- Super Gussun Oyoyo (08/11/95)
- Battle Robot Retsuden (09/01/95)
- Super Tekkyu Fight! (09/15/95)
- Chinhai (09/22/95)
- Shin Togenkyo (09/22/95)
- Verne World (09/29/95)
- Zen-Nippon GT Senshuken (09/29/95)
- Hyper Iria (10/13/95)
- Tenchi Muyou! Game-Hen (10/27/95)
- Go Go Ackman 3 (12/15/95)
- The Great Battle V (12/22/95)
- Farland Story 2 (12/22/95)
- 3x3 Eyes: Juuma Houkan (12/22/95)
- Sengoku no Hasha (12/22/95)
- Tekichuu Keiba Juku (01/19/96)
- Super Yakyuu Michi (01/26/96)
- Bakumatsu Korinden Oni (02/02/96)
- Tsukikomori (03/01/96)
- Super Robot Taisen Gaiden: Masou Kishin - The Lord of Elemental (03/22/96)
- Super Gussun Oyoyo 2 (05/24/96)
- Traverse: Starlight & Prairie (06/28/96)
- Dragon Knight 4 (12/27/96)
- Doukyuusei 2 (12/01/97)

## Borne d'arcade
- SD Gundam Neo Battling (1992)
- Kamen Riders Club Battle Race (1993)
- Dragon Ball Z (1993)
- Kidou Senshi Gundam (1993)
- Thunder Dragon 2 (1993)
- Chou-Jikku Yousai: Macross II (1993)
- Mazinger Z (août 1994)
- Dragon Ball Z V.R. V.S. (1994)
- Bishoujo Senshi Sailor Moon (1995)
- Denjin Makai 2 / Guardians (1995)
- Juudan Arashi Gundhara (1995)
- Dragon Ball Z 2 (1995)
- Super Slams (1995)
- Gundhara (1995)
- Ultra X Weapon (1995)
- Metamoqester (1995)
- Air Gallet (1996)
- Macross Plus (1996)
- Bang Bang Ball (1996)
- Quiz Bishoujo senshi Sailor Moon: Chiryoku Tairyoku Toki no Un (1997)
- Mobile Suit Z-Gundam: AEUG vs. Titans (2003)
- Chou Dragon Ball Z (2005)
- Gundam: Senjou no Kizuna (2005)
- The Battle of Yu Yu Hakusho: Shitou! Ankoku Bujutsukai! (Septembre 2006)

## Turbo CD
- Yuu Yuu Hakusho Yamishoubu!! (09/30/93)
- GS Mikami (07/29/94)
- Bishoujo Senshi Sailor Moon (08/05/94)
- Bishoujo Senshi Sailor Moon Collection (11/25/94)

## Game Gear
- Mighty Morphin Power Rangers (1994)
- Mighty Morphin Power Rangers - The Movie (1994)

## PlayStation
- Doki Oki (12/22/95)
- Play Stadium (04/12/96)
- The Open Golf: History of Turnberry (07/19/96)
- Gakkou Deatta Kowai Hanashi (07/19/96)
- Nyan to Wonderful (08/30/96)
- Hokuto no Ken (08/30/96)
- Toaplan Shooting Battle 1 (08/30/96)
- Gekka Ni no Kishi: O Ryusen (09/13/96)
- Genei Tougi: Shadow Struggle (09/20/96)
- Zoku Gussun Oyoyo (10/10/96)
- Megatudo 2096 (10/18/96)
- Bakuretsu Hunter: Mahjong Special (10/25/96)
- Time Bokan Series: Bokan to Ippatsu! Doronbo (11/29/96)
- Super Robot Taisen IV S (11/29/96)
- ZeiramZone (12/13/96)
- Dragon Knight 4 (02/07/97)
- Super Robot Shooting (03/20/97)
- Shin Super Robot Taisen Special Disk (03/28/97)
- The Great Battle VI (04/11/97)
- Play Stadium 2 (04/11/97)
- Bakuretsu Hunter: Sorezore no Omoi...Nowaan Chatte (04/11/97)
- Quiz Charaokedon! (07/22/97)
- Shinseiten Megashido (07/31/97)
- Doukyuusei 2 (08/07/97)
- Panzer Bandit (08/07/97)
- Kurumi Miracle (09/25/97)
- Battle Formation (11/13/97)
- Critical Blow (12/04/97)
- Real Robots Final Attack (01/08/98)
- Ultraman Fighting Evolution (02/19/98)
- Lode Runner (1998)
- Time Bokan Series: Bokan Desuyo (03/12/98)
- Play Stadium 3 (04/16/98)
- Chou-Mahsin Eiyuuden Wataru: Another Step (04/23/98)
- Shin Super Robot Taisen (08/06/98)
- Gunnm: Kasei no kioku (08/27/98)
- Sentimental Journey (09/23/98)
- Azito 2 (10/15/98)
- Slayers Wonderful (10/22/98)
- Zen Super Robot Taisen Denshi Daihyakka (10/29/98)
- Baldy Land (11/19/98)
- Super Robot Taisen F (12/10/98)
- Super Hero Sakusen (01/28/99)
- Motto! Nyan to Wonderful 2 (02/11/99)
- Armed Fighter (03/04/99)
- Super Robot Taisen F Kanketsuhen (04/15/99)
- Bass Tsuri Niikou! (04/22/99)
- Super Robot Taisen Complete Box (06/10/99)
- Play Stadium 4 (07/29/99)
- Real Robot Battle Line (08/12/99)
- Quiz Charaokedon! Part 2 (10/21/99)
- Shin Masoukishin: Panzer Warfare (11/25/99)
- Super Robot Taisen II (12/02/99)
- Dai-3-Ji Super Robot Taisen (12/22/99)
- Super Robot Taisen EX (01/06/00)
- Summon Night (01/06/00)
- Azito 3 (02/17/00)
- Super Hero Sakusen: Daidaru no Yabou (11/22/00)
- Aero Dive (01/11/01)
- Bokan Go Go Go (02/22/01)
- Super Robot Taisen Alpha Gaiden (03/29/01)
- Sengoku Mugen (05/31/01)
- Matsumoto Reiji 999 (06/28/01)
- Super Tokusatsu Taisen 2001 (09/06/01)
- Super Robot Taisen Alpha (11/22/01)
- Kids Station: Oshaberi Oekaki Soreike! Anpanman (12/19/02)
- Hello Kitty to Album Nikki o Tsukuri Masho! (03/27/03)
- Summon Night 2 (11/06/03)

## Saturn
- Hokuto no Ken: Ankoku no Hokuto (12/22/95)
- J-Swat (08/23/96)
- Batsugun (10/25/96)
- Gekka no Kishi: Ouryusen (11/22/96)
- Tsuzu-Gussun Oyoyo (02/28/97)
- Bokan to Ippatsu! Doronbo Kanpekihen (09/25/97)
- Super Robot Taisen F (09/25/97)
- Grandred (11/27/97)
- Sokuko Seitokai: Sonic Council (01/29/98)
- Super Robot Taisen F Kanketsuhen (04/23/98)
- Baldy Land (11/26/98)

## Nintendo 64
- Super Robot Spirits (07/17/98)
- Lode Runner 3-D (07/30/99)
- Super Robot Taisen 64 (10/29/99)

## WonderSwan
- Super Robot Taisen Compact (04/28/99)
- Bistro Recipe (09/30/99)
- Lode Runner for WonderSwan (04/20/00)
- Time Bokan Series: Bokan Densetsu (04/27/00)
- Super Robot Taisen Compact 2 2nd (09/14/00)
- Super Robot Taisen Compact 2 3rd (01/18/01)

## Game Boy Color
- Super Robot Taisen Link Battler (10/01/99)
- Kakutou Ryouri Densetsu Bistro Recipe: Food Battle Version (10/08/99)
- The Great Battle Pocket (12/03/99)
- Kakutou Ryouri Densetsu Bistro Recipe (12/10/99)
- Meitantei Conan: Karakuri Jiin Satsujin Jiken (02/24/00)
- Meitantei Conan: Kiganshima Hihou Densetsu (03/31/00)
- Senkai Ibunroku Juuntsutsumi Taisen (11/24/00)
- Kindaichi Shounen no Jikenbo: Juutoshime no Shoutaijou (12/16/00)
- One Piece: Yume no Lufy Kaizokudan Tanjou (04/27/01)
- Meitantei Conan: Norowareta Kouro (06/01/01)
- From TV Animation- One Piece: Maboroshi no Grand Line Boukenki! (06/28/02)
- Dragon Ball Z : Les Guerriers Légendaires (06/30/02)

## Dreamcast
- Tokusatsu Bouken Katsugeki Super Hero Retsuden (07/27/00)
- Super Robot Taisen Alpha (08/30/01)

## Game Boy Advance
- Super Robot Taisen A (09/21/01)
- Super Robot Taisen R (08/02/02
- One Piece: Nanatsu Shima no Daihihou (11/15/02)
- Super Robot Taisen: Original Generation (11/22/02)
- Ultimate Muscle: The Path of the Superhero (12/06/02)
- Marie, Elie, and Anise no Atelier (01/24/03)
- One Piece: Mezase! King of Pirates (03/28/03)
- Summon Night: Swordcraft Story (04/25/03)
- Dragon Drive: World D Break (07/18/03)
- Meitantei Conan: Nerawareta Tantei (07/25/03)
- Super Robot Taisen D (08/08/03)
- Legend of Dynamic Goushouden: Houkai no Rondo (10/24/03)
- Zatch Bell! Electric Arena (12/12/03)
- Dragon Ball Z: Supersonic Warriors (03/25/04
- Crayon Shin-Chan: Arashi no Yobu Cinema-Land no Daibouken! (04/16/04)
- Konjiki no Gashbell!! Makai no Bookmark (07/16/04)
- Summon Night: Swordcraft Story 2 (08/20/04)
- Dragon Ball: Advanced Adventure (11/18/04)
- Konjiki no Gashbell!! Unare! Yuujou no Zakeru 2 (12/22/04)
- Super Robot Taisen: Original Generation 2 (02/03/05)
- Meitantei Conan: Akatsuki no Monument (04/21/05)
- Konjiki no Gashbell!! The Card Battle for GBA (07/28/05)
- Super Robot Taisen J (09/15/05)
- Konjiki no Gashbell!! Yuujou no Dengeki Dream Tag Tournament (11/24/05)
- Summon Night Craft Sword Monogatari: Hajimari no Ishi (12/08/05)
- Ueki no Housoku Shinki Sakuretsu! Nouryokumono Battle (03/02/06)
- Crayon Shin-Chan Densetsu o Yobu Omake no To Shukkugaan! (03/23/06)

## WonderSwan Color
- Super Robot Taisen Compact for WonderSwan Color (12/13/01)
- Super Robot Taisen Compact 3 (07/17/03)

## PlayStation 2
- Real Robot Regiment (08/09/01)
- Ultraman Fighting Evolution 2 (10/31/02)
- Lupin the 3rd: Treasure of the Sorcerer King (11/28/02)
- Dai-2-Ji Super Robot Taisen Alpha (03/27/03)
- Super Robot Taisen Impact (07/03/03)
- Summon Night 3 (08/07/03)
- Super Robot Taisen: Scramble Commander (11/06/03)
- Kamen Rider: Seigi no Keifu (11/27/03)
- Soccer Life! (02/26/04)
- Super Robot Taisen MX (05/27/04)
- Magna Carta: Tears of Blood (11/11/04)
- Lupin III: Columbus no Isan wa Akenisomaru (11/25/04)
- Ultraman Fighting Evolution 3 (12/02/04)
- Another Century's Episode (01/27/05)
- Yu Yu Hakusho Forever (05/19/05)
- Soccer Life II (06/09/05)
- Super Robot Taisen Alpha 3 (07/28/05)
- Summon Night EX-Thesis: Yoake no Tsubasa (08/04/05)
- Ultraman Fighting Evolution Rebirth (10/27/05)
- Yoshitsune-ki (12/01/05)
- Another Century's Episode 2 (03/30/06)
- Super Dragon Ball Z (06/29/06)
- Rurouni Kenshin: Enjou! Kyoto Rinne (09/14/06)
- Summon Night 4 (11/30/06)
- Ar tonelico: Melody of Elemia (12/07/06)
- Ar tonelico2 - Sekai ni hibiku shôjotachi no metafalica
- Super Robot Taisen Z

## Gamecube
- Charinko Hero (07/17/03)
- Super Robot Taisen GC (12/16/04)

## Nintendo DS
- Gintama: Gintoki vs. Hijikata (12/14/06)
- Super Robot Taisen W (01/03/07)
- Super Robot Taisen OG Saga: Endless Frontier (29/05/08)
- Super Robot Taisen K (02/04/09)
- Super Robot Taisen OG Saga: Endless Frontier Exceed (25/02/10)

## PSP
- Super Robot Taisen MX Portable (12/29/05)
- Magna Carta Portable (05/25/06)
- Ultraman Fighting Evolution 0 (07/20/06)

## Xbox 360
- Super Robot Taisen XO (11/30/06)
- Magna Carta II (10/16/09 - achevé par Softmax)

## Wii
- Crayon Shin-chan: Saikyō Kazoku Kasukabe King Wii (12/02/06)